# فينس فلين
فينس فلين (بالإنجليزية: Vince Flynn)‏ (6 أبريل 1966، سانت بول في الولايات المتحدة - 19 يونيو 2013، سانت بول في الولايات المتحدة)؛ كاتب وروائي أمريكي.

## روابط خارجية
- فينس فلين على موقع IMDb (الإنجليزية)
- فينس فلين على موقع ميوزك برينز (الإنجليزية)
- فينس فلين على موقع إن إن دي بي (الإنجليزية)